# Região biogeográfica Macaronésica

Mapa n.º1: Extensão da Macaronésia.

A região biogeográfica macaronésica é uma região biogeográfica europeia. Macaronésia é um nome moderno para designar os vários grupos de ilhas (ou arquipélagos) no Atlântico Norte, perto da Europa e da África.
Enquanto região biogeográfica, a Macaronésia tem várias características próprias em termos de espécies endémicas e nativas de animais e plantas terrestres e marinhas.
A diferença entre espécies endémicas e nativas é de que as endémicas só existem exclusivamente num determinado espaço geográfico ou região, resultaram da diferenciação em espécie (Especiação) devido ao isolamento geográfico, enquanto as espécies nativas existem naturalmente em vários espaços geográficos ou regiões e não são somente exclusivas de um único (não tendo sido introduzidas intencionalmente pelo Homem ou resultado de ação humana, tal como tendo sido introduzidas não intencionalmente devido a terem vindo em transportes, por exemplo).

## Etimologia

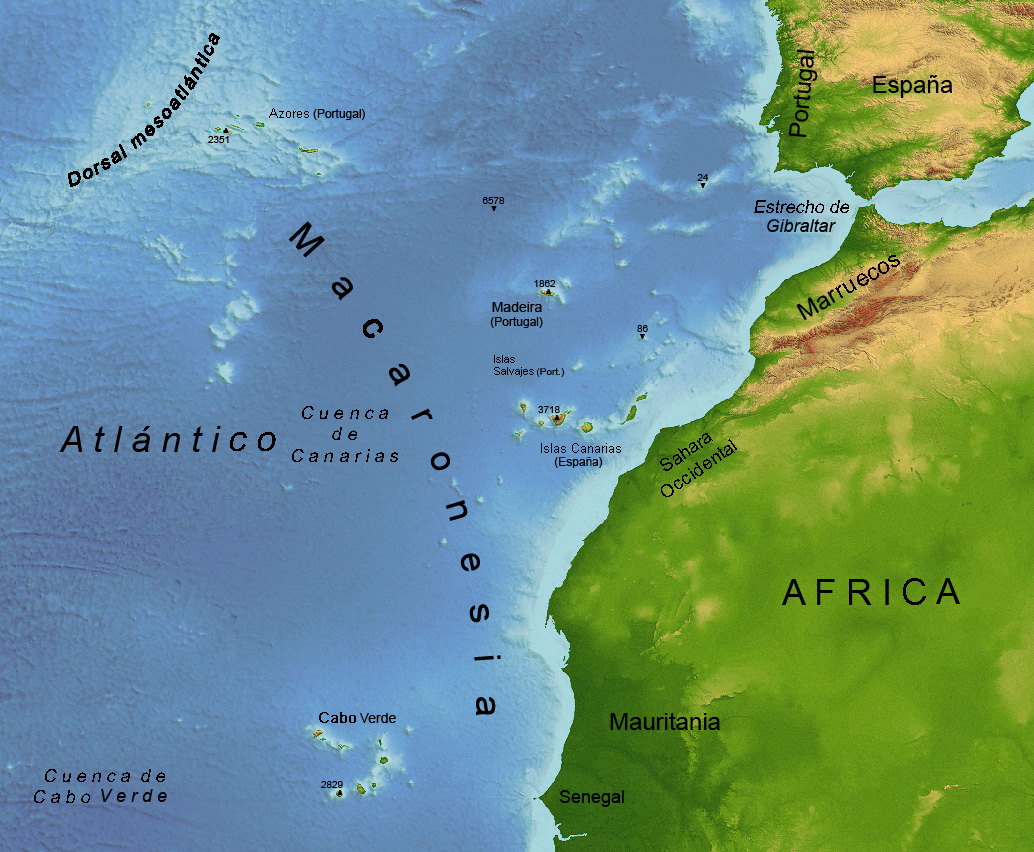
Mapa n.º2: Altitudes terrestres e profundidades marinhas da Macaronésia com os pontos correspondentes mais altos e mais baixos.

O nome é originário do grego (μακάρως - makárōs = feliz, afortunado; e νῆσοι - nēsoi = ilhas) para "ilhas abençoadas" ou "ilhas afortunadas", termo utilizado pelos antigos geógrafos para as ilhas a oeste do estreito de Gibraltar, inicialmente só se referindo às Canárias, conhecidas desde a Antiguidade, por fenícios, gregos e romanos antigos.

## Composição
A Macaronésia é composta por quatro arquipélagos:
- Açores (República Portuguesa)
- Madeira (República Portuguesa)
- Canárias (Reino de Espanha)
- Cabo Verde (República de Cabo Verde)

## Caracterização Geral

Mapa n.º3: Limites da macaronésia.

A Macaronésia constitui uma região biogeográfica ou ecozona parte de uma região biogeográfica maior ou reino biogeográfico, a da Região Paleártica ou Reino Paleoártico, sendo simultaneamente a região mais ocidental e meridional desta ecozona (os Açores constituem a região mais ocidental, enquanto Cabo Verde constitui a região mais meridional, embora, em termos de latitude, já esteja nos trópicos). 
A nível botânico, a Macaronésia pertence ao Reino Florístico Holoártico ou Reino Boreal, que  inclui a Região Paleártica ou Reino Paleoártico. 
A nível marítimo, os arquipélagos dos Açores, Madeira e Canárias fazem parte da província biológica marinha Lusitana que, por sua vez, faz parte do reino biológico marítimo do Oceano Atlântico Norte Temperado enquanto o arquipélago de Cabo Verde faz parte do reino biológico marítimo do Oceano Atlântico Tropical.
Estas ilhas isoladas têm biogeografias únicas no mundo e caracterizadas por determinados arcaísmos e endemismos, embora também tenham várias espécies ou subespécies nativas em comum com outras regiões biológicas (também denominadas regiões biogeográficas ou ecozonas).

## Ecossistema Terrestre e Marinho

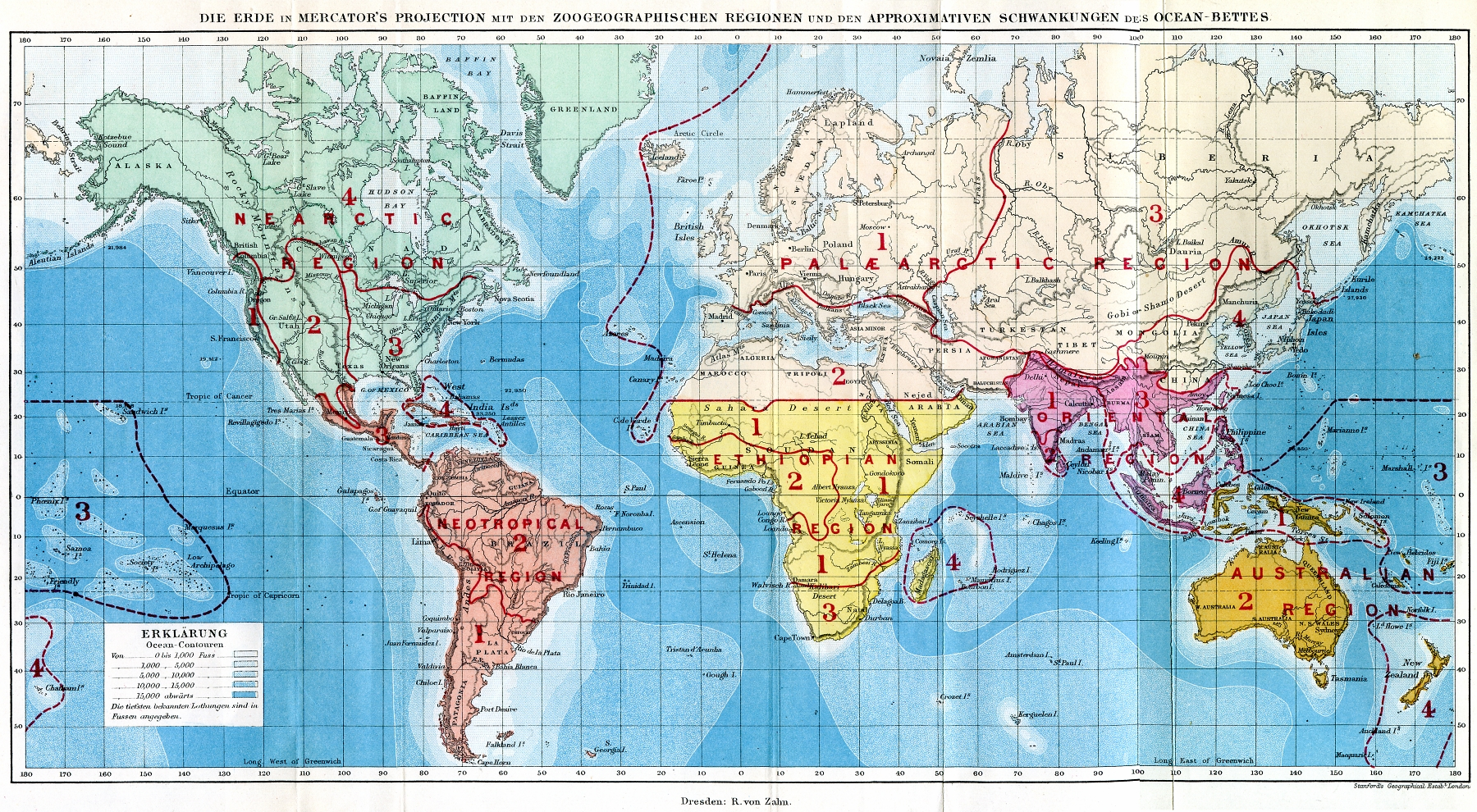
Mapa n.º 4: Frontispício do livro The Geographical Distribution of Animals - A Distribuição Geográfica de Animais de Alfred Russel Wallace, no qual a Macaronésia é incluída no reino biológico ou Região Paleártica.

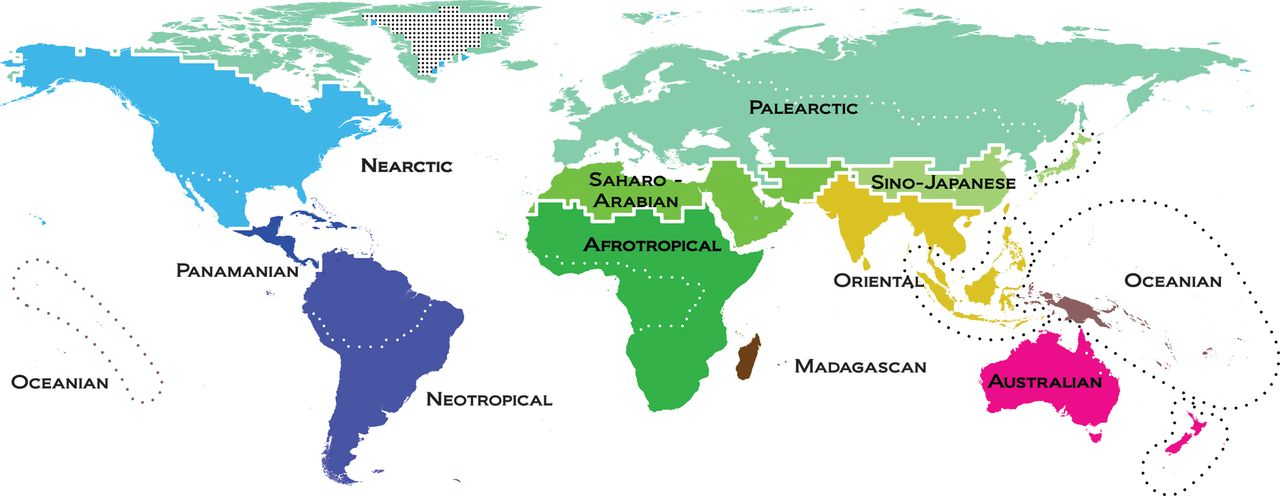
Mapa n.º 5: Mapa atualizado com a tipologia de 11 regiões biogeográficas. As grandes regiões Saaro-Arábica e Sino-Japonesa, podem ser incluídas na maior Paleártica.

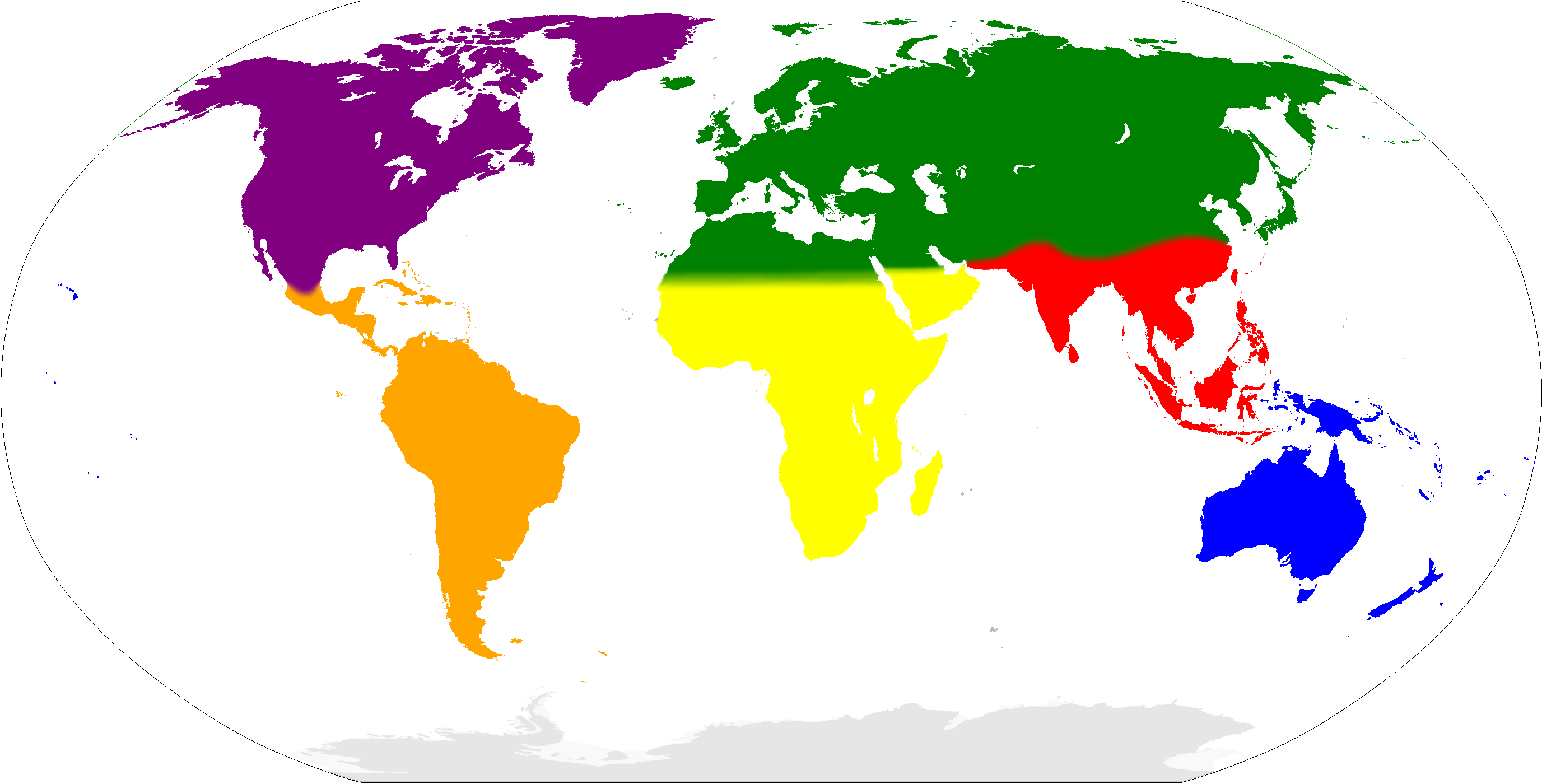
Mapa n.º 6: Regiões Biogeográficas (tipologia de 8 regiões).

Mapa n.º 7: O Reino Paleártico, a região biogeográfica maior da qual a Macaronésia faz parte. Esta ecozona é a maior do planeta, incluindo a maior parte da Eurásia e também o Norte de África.

### Terrestre
A Macaronésia, enquanto zona ecológica ou região biogeográfica, pelas espécies da sua fauna e flora e pelo seu clima, está incluída na região maior ou reino biológico da Região Paleártica ou Reino Paleoártico que, por sua vez, se inclui na ainda maior Região Holoártica ou Reino Holoártico (que inclui os reinos biológicos Paleártico e o Neártico). 
A nível biogeográfico há uma extensa faixa costeira do Noroeste da África, fronteira a esses grupos de ilhas, que se estende desde algumas áreas do Saara Ocidental (anexado por Marrocos) e da Mauritânia, a denominada região biológica do Deserto Costeiro Atlântico, parte extremo-ocidental do Saara, que tem algumas características em comum com a Macaronésia a nível de flora (em pequenos enclaves isolados), mas que é mais frequentemente incluída, devido à maior parte da flora e fauna, na região Saaro-Arábica, e esta por sua vez, muitas vezes é incluída na grande região ou Reino Paleártico, tal como a Macaronésia.

#### Espécies

##### Fauna

###### Mamíferos
Principais espécies
A Macaronésia tem poucas espécies de mamíferos endémicos ou nativos terrestres devido à maior distância a que está dos continentes pelo que as únicas espécies de mamíferos endémicas ou nativas que existem são as dos mamíferos voadores, caso dos morcegos.
Morcego-dos-Açores (Nyctalus azoreum), uma espécie de morcego pertencente ao género Nyctalus, sendo a espécie mais pequena deste género biológico (também pode ser denominada de morcego anão), e é uma das poucas espécies de mamífero endémicas dos Açores. Tem como característica invulgar de comportamento o facto de ser uma das duas únicas espécies de morcego que caça durante o dia (juntamente com uma pequena população de Pipistrellus pygmaeus no centro de Itália), provavelmente devido à ausência de predadores, e também tem uma forte atividade diurna para além da caça. Devido ao facto de os morcegos desta espécie não serem exclusivamente noctívagos podem portanto ser avistados durante o dia.
Morcego-da-Madeira (Pipistrellus maderensis)

###### Aves
Principais espécies
Nativas
Presentes nos Açores, Madeira e Canárias
O milhafre (também conhecido por queimado) ou manta (tal como é conhecido na Madeira) (Buteo buteo rothschildi, uma subespécie do Buteo buteo) existe em abundância.
O milhafre é uma ave de rapina, pertencente a uma subespécie que em Portugal Continental é conhecida por águia-de-asa-redonda, ou seja, é uma subespécie de águia mas de menor porte ou tamanho.
O melro-preto ou melro-negro (Turdus merula) e o canário (Serinus canaria), uma ave canora, são outras das espécies de ave muito abundantes.

##### Flora
Principais espécies
Endémicas
Endémicas dos Açores
Entre as espécies mais importantes da floresta da Laurisilva estão o cedro-das-ilhas ou cedro-do-mato, também conhecido por cedro-da-terra ou ainda por zimbro (Juniperus brevifolia),
o loureiro açoriano (Laurus azorica),
o pau-branco (Picconia azorica).
o vinhático-das-ilhas (Persea indica) 
Toda a Macaronésia
O dragoeiro (Dracaena draco) uma espécie adaptada a climas secos, é abundante nas Canárias, também existe em Cabo Verde, arquipélago também com clima seco, no entanto, também está presente na Madeira e nos Açores, que têm climas pluviosos.

### Marinho
A nível do ecossistema marítimo, a maior parte da Macaronésia, que inclui os arquipélagos dos Açores, Madeira e Canárias, faz parte da província biológica marinha Lusitana que, por sua vez, faz parte do reino biológico marítimo do Oceano Atlântico Norte Temperado. 
O arquipélago de Cabo Verde faz parte do reino biológico marítimo do Oceano Atlântico Tropical.

#### Espécies

##### Fauna

###### Mamíferos
Principais espécies
Cetáceos (baleias e golfinhos)
Açores
Baleias
Baleias com dentes
O cachalote (Physeter macrocephalus) é a espécie mais frequente e numerosa.
Nos Açores, há várias espécies de Baleias-de-bico que são seis - Baleia de bico de Sowerby (Mesoplodon bidens), Baleia de bico de Blainville (Mesoplodon densirostris), Baleia de bico de Gervais (Mesoplodon europaeus), Baleia de bico de True (Mesoplodon mirus), Baleia de bico de Cuvier (Ziphius cavirostris), Botinhoso do Norte (Hyperoodon ampullatus).
Baleias com barbas
Há seis espécies de Rorquais (família das Balaenopteridae) presentes que são a Baleia azul (Balaenoptera musculus), a Baleia comum (Balaenoptera physalus), a Baleia-sardinheira, também conhecida pelos nomes de Baleia-sei, Baleia-boreal ou baleia-espadarte (Balaenoptera borealis), a Baleia-anã, também conhecida pelos nomes de Baleia-de-minke, baleote ou finbeque (Balaenoptera acutorostrata), a Baleia-de-bryde (Balaenoptera edeni) e a Baleia-de-bossas, também conhecida pelos nomes de baleia-jubarte, baleia-corcunda, baleia-cantora, baleia-corcova ou baleia-preta (Megaptera novaeangliae).
Ocasionalmente surge a baleia-franca-do-atlântico-norte (Eubalaena glacialis).
Golfinhos
Há cinco espécies de Golfinho mais comuns que são o Golfinho-comum ou Delfim (Delphinus delphis), o Golfinho-pintado do Atlântico, Golfinho-malhado ou Golfinho-manchado (Stenella frontalis), o Golfinho-riscado (Stenella coeruleoalba), o Golfinho-roaz ou Golfinho-roaz-corvineiro (ou ainda Golfinho-nariz-de-garrafa) (Tursiops truncatus) e o Golfinho-de-risso também chamado de grampo ou moleiro (Grampus griseus). As duas primeiras espécies são as mais frequentes e numerosas nos mares dos Açores.
Outras espécies de golfinhos, família das Delphinidae (mas que são denominadas pelo nome de "baleia" pela sua aparência), são a baleia piloto de barbatanas curtas (Globicephala macrorhynchus), a baleia piloto de barbatanas compridas (Globicephala melas).
A Orca (Orcinus orca) e a Falsa Orca (Pseudorca crassidens) são outras das espécies presentes, estas também são espécies de golfinhos mas de maior porte.

###### Peixes
Principais espécies

###### Répteis
Tartarugas

##### Flora
Principais espécies
Algas

## Ameaças
Atualmente, a maioria dos seres vivos endémicos no mundo está em risco de extinção. O derrube das florestas para madeira e lenha, a limpeza de vegetação para pastoreio e agricultura, bem como a introdução de plantas e animais exóticos pelos seres humanos deslocou grande parte da vegetação nativa destas ilhas.